# Sibynomorphus neuwiedi
Espèce
Synonymes
- Cochliophagus mikanii neuwiedi Ihering, 1911
- Sibynomorphus mikanii fasciatus Amaral, 1930

Sibynomorphus neuwiedi  est une espèce de serpents de la famille des Dipsadidae.

## Répartition
Cette espèce est endémique du Brésil. Elle se rencontre dans les États de Rio Grande do Sul, du Paraná, de Bahia et de São Paulo.

## Étymologie
Cette espèce est nommée en l'honneur de Maximilian zu Wied-Neuwied.

## Publication originale
- Ihering, 1911 "1910" : As cobras do Brazil. Primeira parte. Revista do Museu Paulista, vol. 8, p. 273-379 (texte intégral).